# Kanton Posavina
Der Kanton Posavina (kroat. Županija posavska, bosn. Posavski kanton) ist einer der zehn Kantone in der Föderation Bosnien und Herzegowina. Der Verwaltungssitz liegt in Orašje.
Der Name Posavina bedeutet übersetzt Savetal und bezeichnet jene Region in Kroatien und Bosnien, welche beidseits der Save liegt. Der Kanton allerdings umfasst, trotz seines Namens, nur einen sehr kleinen Teil dieser Region. Er ist mit einer Fläche von 324,6 km² der kleinste der zehn Kantone.

## Bevölkerung
Der Kanton Posavina hatte 2013 etwa 48.000 Einwohner.
Er ist einer der vier Kantone der Föderation Bosnien und Herzegowina, deren Bevölkerung mehrheitlich aus Kroaten besteht.

## Veranstaltungen
Eine der bedeutendsten Veranstaltungen für dieses Gebiet ist Posavsko kolo.

## Gemeinden
Der Kanton besteht aus drei Großgemeinden (Einwohnerzahlen von 2007):
- Domaljevac-Šamac 5.216
- Odžak 21.289
- Orašje 21.584